# I. Labarnasz hettita király

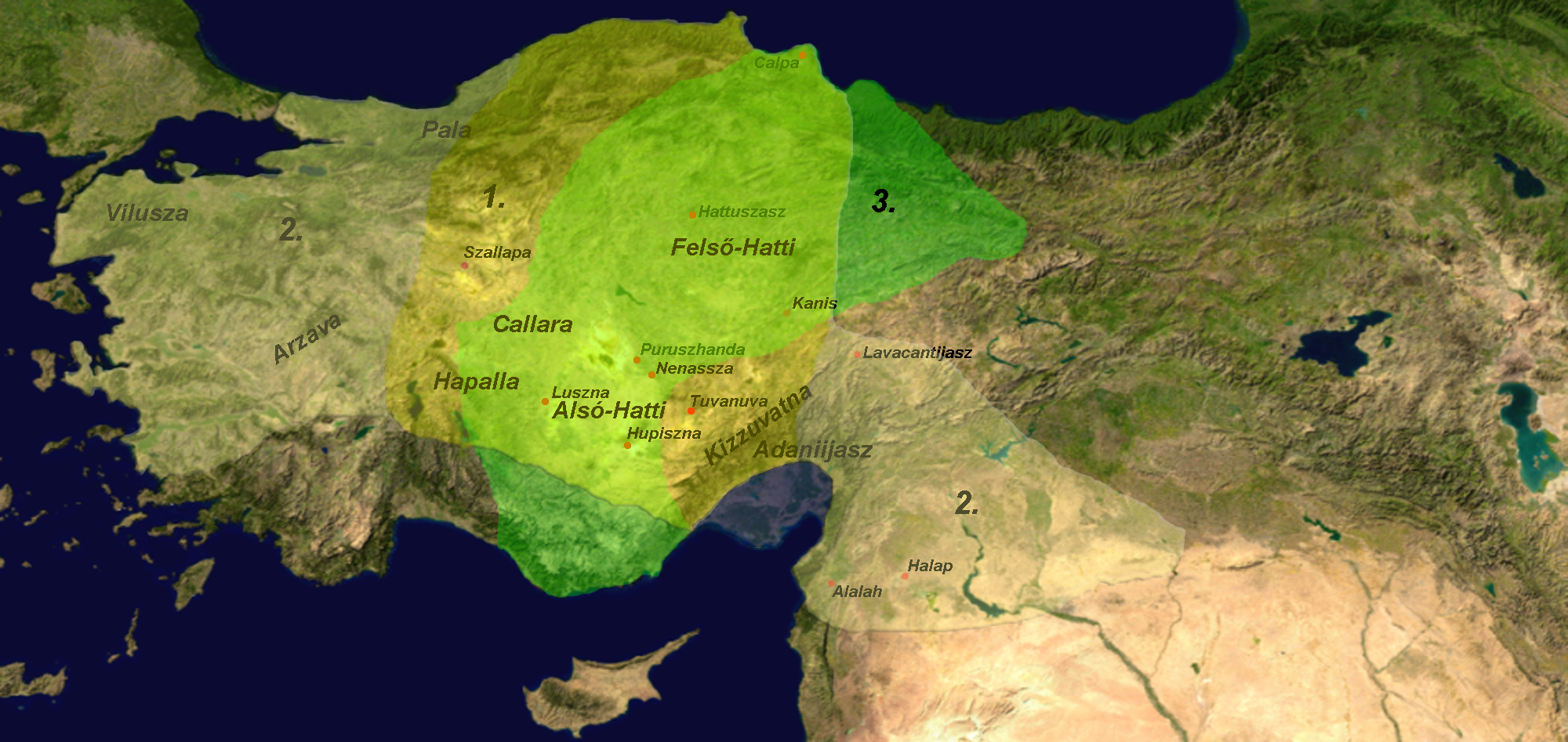
A korahettita időszak térképe. Jelmagyarázat: 1 – Labarnasz territóriuma, 2 – I. Hattuszilisz hadjáratainak övezete, 3 – Telepinusz befolyási övezete

I. Labarnasz (Labarnaš vagy Tabarnaš) hettita király, aki körülbelül i. e. 1600–1590 között (más forrás szerint kb. i.e. 1650 körül) Nesza királyaként megalapította a Hettita Birodalmat. Identitása még most is tisztázatlan, mert nem biztos, hogy a „Labarna” megnevezés a neve vagy a címe volt. Craig Melchert etimológiája szerint a név egy luvi nyelvű, *tapar alakú melléknévből származik, jelentése erős, ebből következően a teljes név jelentése hatalmas uralkodó lehet. Labarnasz származása ismeretlen, csak annyi tudható róla az egykorú forrásokból, hogy I. Hattuszilisz nagyapjának veje volt. Azonban ezt a nagyapát nem nevezik meg, szóba jöhet egy Huccijasz néven az áldozati listákban szereplő uralkodó is (aki viszont talán a calpai Huccijasszal azonosítható), valamint a neszai Tudhalijasz is.
Elképzelhető azonossága I. Hattuszilisszel. Labarnasz uralkodásának korai szakaszából egy leírásban szerepel egy mondat:

„A föld kevés volt.”

Mivel ez a mondat a Hattusziliszről szóló szövegből hiányzik, adódik a következtetés, hogy Labarnasz mint Hattuszilisz elődje olyan sok földet foglalt el, hogy a mondat Hattuszilisz uralkodására már nem illett volna. Ugyanakkor ez egyszerű írnoki, másolási hiba is lehet. Sőt a fordítások eltérő szóhasználatai is jelentős különbséget eredményezthetnek az értelmezésben:

„Az ország kicsiny volt.”

Az idézet folytatása:

„Bármerre vonult hadba, az ellenséges országot erős kézzel féken tartotta.”

– Telipinusz proklamációja, CTH#19

Hattuszilisz feliratai alapján Labarnasz PU-szarruma egy leányának férje lehetett, vagyis az előző uralkodó veje. Ezzel megindult a későbbiekben gyakran tapasztalható leányági örökösödés gyakorlata. Még vitatott, hogy a leányági örökösödés volt-e az elsődleges, vagy csak a fiági örökösödést a gyakori gyilkosságok akadályozták meg sok esetben.
Labarnasz fővárosa eredetileg Nesza volt. Trónját féltestvére, a jogos trónörökös Papahdilmah ellenében szerezte meg. Innen indulva hódította meg Hupiszna, Tuvanuva, Landa, Nenassza, Callara, Puruszhanda (vagy Parszuhanta) és Luszna nevű államokat és a hettita adatok szerint mindegyik város uralkodójává egy-egy fiát tette meg.
Labarnasz, amennyiben azonos lenne Hattuszilisszel, székhelyét Hattuszasz városába helyezte át, amit Anittasz annak idején lerombolt és megátkozott. Mivel Hattuszasz fémjelezte az elkövetkező hettita nagyhatalmi államot, ezért tekinthető Labarnasz szimbolikusan is a Hettita Birodalom alapítójának. Hódító hadjáratai után birodalmának határait két tenger mosta, a Fekete- és a Földközi-tenger.
Labarnasz valószínűleg már Arzava egy részét is birtokolta, bár nem tudni, milyen mértékben hatolt nyugatra. A Labarnasz által meghódított és birtokolt területek a teljes további hettita történelem folyamán szilárdan és egységesen alkották a birodalom magját
Amikor Labarnasz meghalt, I. Hattuszilisz követte a trónon, aki vagy Tavannanna királyné unokaöccse volt, vagy Papahdilmah fia. Ez a trónutódlásban bekövetkezett szabálytalanságra utal, mivel nem Labarnasz valamelyik fia lett a nagykirály, illetve nem ismert egyetlen fiúgyermeke sem.
A Labarnasz elnevezés a hettita királyi cím megjelölésévé vált a későbbiekben, hasonlóan a római korból ismert caesar=császár elnevezéshez, illetve Tavannanna királyné nevének titulussá változásához.

## Lásd még
Hettita uralkodók listája